# 瓦瑟鎮區 (密歇根州)
瓦瑟鎮區（英語：Vassar Township）是位於美國密歇根州土斯科拉縣的一個行政鎮區。

## 地方資料
瓦瑟鎮區的面積為91.50平方千米，當中陸地面積為91.20平方千米，而水域面積為0.30平方千米。根據2020年美國人口普查的數據，當地共有人口3890人，而人口密度為每平方千米42.51人。